# Geranium hernandesii
Geranium hernandesii är en näveväxtart som beskrevs av José Mariano Mociño, Sessé och Dc.. Geranium hernandesii ingår i släktet nävor, och familjen näveväxter. Inga underarter finns listade i Catalogue of Life.